# Chloë des Lysses

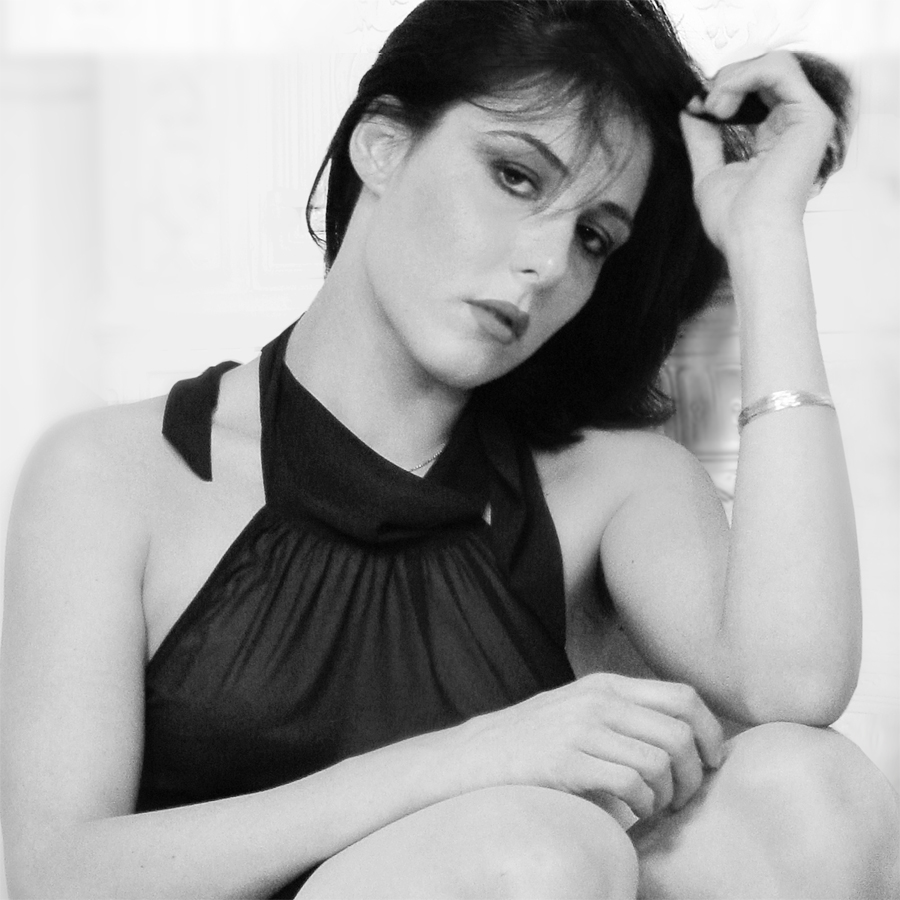
Chloë des Lysses (2016)

Chloë des Lysses (* 29. Juni 1972 als Nathalie Boët in Toulon) ist eine französische Fotografin. In den 1990er Jahren trat sie als Model und Pornodarstellerin in Erscheinung.

## Leben
Des Lysses spielte zwischen 1992 und 1995 unter verschiedenen Namen in zehn pornografischen Filmen. In den 1990er Jahren war sie mit dem Fotografen Dahmane verheiratet und gab mit ihm zwei Bücher heraus, die in Frankreich eine gewisse Popularität erlangten.
Danach trat sie unter dem Namen Jeanne Verset als Fotografin in Erscheinung. Schwerpunkte ihrer Arbeit liegen in den Bereichen Rockmusik, Gastronomie, Erotik und Kunst.

## Veröffentlichungen als Model
- Porn art 1. Editions Alixe et Dahmane, 1996, ISBN 2-911902-00-9.
- Porn art 2. Editions Alixe et Dahmane, 2000, ISBN 2-911902-04-1.

## Veröffentlichungen als Fotografin
- Sex & the bureau. Autor Juliet Hastings, Vorwort Chloë des Lysses. Scali, 2004, ISBN 2-35012-010-4.
- Sade revu et corrigé pour les filles. Traité d'éducation et punitions, si méritoires. Scali ed., Paris 2006, ISBN 2-35012-034-1.
- La sexualité des animaux. Vent des savanes, 2008, ISBN 978-2-35626-007-9.
- The Pimp Cook Book aux éditions Glénat. 2009, ISBN 978-2-7234-6494-9.